# Trachea gnoma
Trachea gnoma là một loài bướm đêm trong họ Noctuidae.